# Suzie Godart
Suzie Godart (* 20. Juli 1962 in Esch an der Alzette) ist eine luxemburgische Radrennfahrerin, die im Straßenradsport und bei Querfeldeinrennen aktiv ist. Sie war 18-mal luxemburgische Meisterin, darunter neunmal bei Querfeldeinrennen, sechsmal im Mountainbike und dreimal auf der Straße.

## Erfolge
1994
- Luxemburgische Meisterschaft Mtb Cross-Country

1995
- Luxemburgische Meisterschaft Mtb Downhill

1996
- Luxemburgische Meisterschaft Mtb Cross-Country

1997
- Luxemburgische Meisterschaft Querfeldein
- Luxemburgische Meisterschaft Mtb Cross-Country

1998
- Luxemburgische Meisterschaft Straßenrennen
- Luxemburgische Meisterschaft Mtb Cross-Country

2001
- Luxemburgische Meisterschaft Straßenrennen
- Luxemburgische Meisterschaft Querfeldein

2002
- Luxemburgische Meisterschaft Querfeldein

2003
- Luxemburgische Meisterschaft Querfeldein

2004
- Luxemburgische Meisterschaft Querfeldein

2005
- Luxemburgische Meisterschaft Querfeldein
- Steinmaur (Cross)

2007
- Luxemburgische Meisterschaft Straßenrennen

2009
- Luxemburgische Meisterschaft Querfeldein

2019
- Europameisterin Mtb Cross-Country Alterskategorie 55–59
- Europameisterin Querfeldein Alterskategorie 55–59

## Teams
- 2004 Team Bianchi-ASC Olympia
- 2005 Team Coogee Saar
- 2006 FBUK
- 2007 Fenixs-HPB
- 2008 Fenixs
- 2009 Fenixs - Edilsavino
- 2010 Fenix-Petrogradets
- 2011 Team PCW
- 2012 Team Duedi-Biemme Metal